# Punch (Film)
Punch ist ein Filmdrama von Welby Ings, das Ende Juli 2022 beim New Zealand International Film Festival seine Premiere feierte.

## Handlung
Der 17-jährige Jim Richardson lebt in der Kleinstadt Pirau und ist ein vielversprechender Boxer, der unter den strengen Augen seines alkoholkranken Vaters Stan trainiert. Sie bereiten sich auf Jims ersten entscheidenden Profikampf vor. Als Jim eine Freundschaft mit einem Takatāpui-Māori-Schulkameraden namens Whetu beginnt, der seine Tage in einer alten Hütte unten am Strand verbringt, und sich zwischen ihnen eine Romanze entwickelt, wird sein Leben außerhalb des Rings kompliziert.

## Produktion

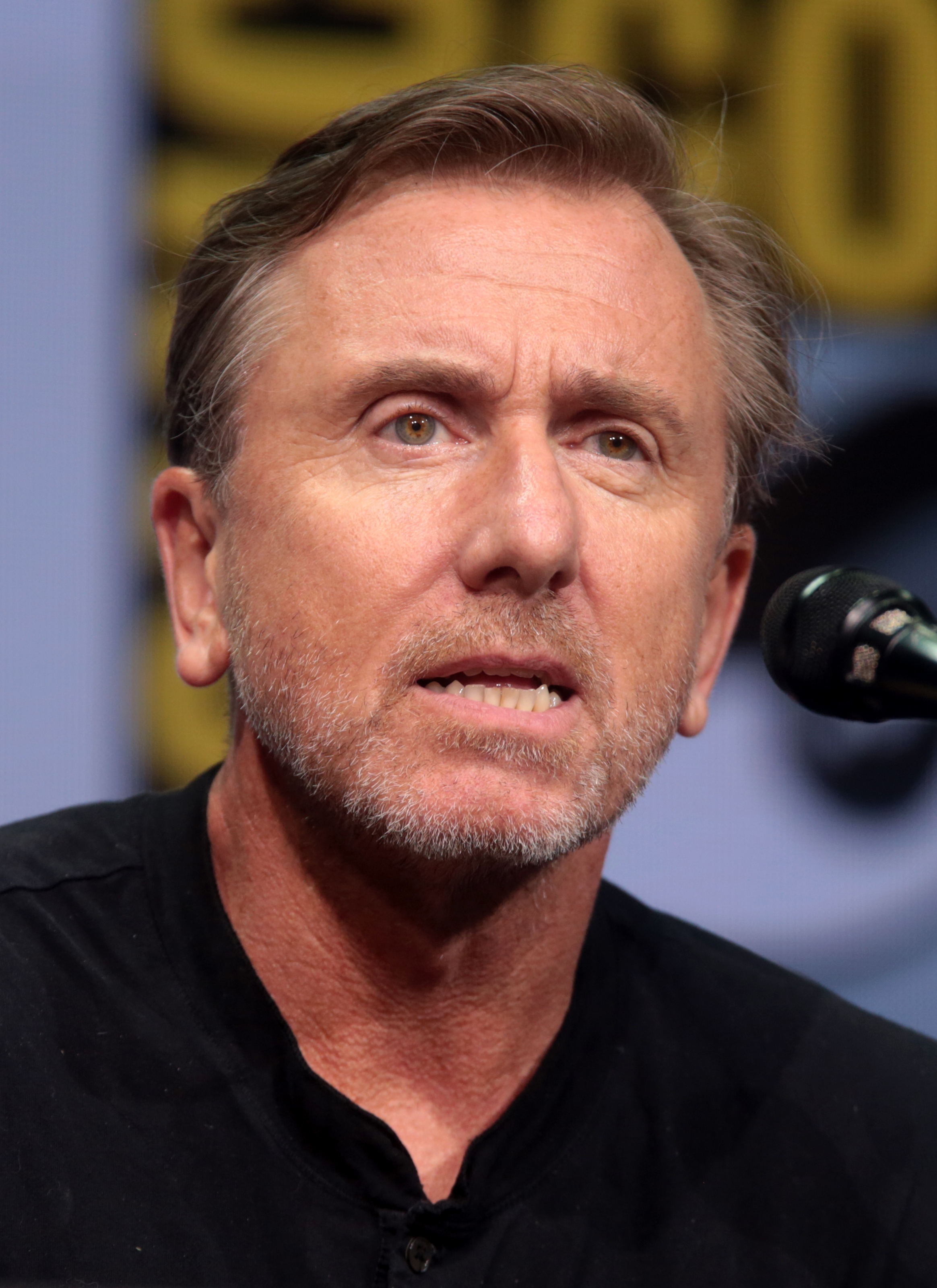
Tim Roth spielt Jims Vater Stan

Regie führte Welby Ings, der auch das Drehbuch schrieb. Der preisgekrönte Designer, Filmemacher und Dramatiker, dessen Kurzfilm Boy bei der Oscar-Verleihung 2006 nominiert wurde, ist als Fellow der British Royal Society of Arts und Berater vieler internationaler Organisationen in Fragen der Kreativität und des Lernens Professor für Design an der Auckland University of Technology. Im Jahr 2001 wurde er mit dem Supreme Award des Premierministers für seine hervorragende Lehrtätigkeit im Tertiärbereich ausgezeichnet.
Punch ist das Spielfilmdebüt von Ings. Er steckte 14 Jahre Zeit in die Entwicklung des Films. Ings’ Partner starb 1997 und stammte aus einer bekannten Boxerfamilie. Seine letzten Lebenstage verbrachte er in einem Hospiz, wo sein Vater nicht von ihm Abschied nahm, weil ihr Verhältnis schwierig war. Ings überlegte sich, wie ein Verhältnis zu einem Vater hätte aussehen können, wenn der Sohn ein brillanter Boxer gewesen wäre. Einige weitere Nebenhandlungen sind ebenfalls autobiografisch. Das Zeichnen habe ihm beim Ideenfindungsprozess geholfen, so Ings: „Es hilft mir, über Worte hinaus zu denken. Das erscheint mir logisch, weil ich Kino als ‚sprechende Bilder‘ sehe. Die Zeichnungen sind keine Bilder dessen, was passieren wird, sondern Denk- und Gefühlspools, aus denen Ideen auftauchen. [...] Es sind schnelle Studien auf rauem Papier mit Bleistift, Tusche und Waschungen von löslichem Kaffee.“
Die neuseeländischen Newcomer Jordan Oosterhof und Conan Hayes spielen Jim und Whetu. Der Brite Tim Roth spielt Jims Vater Stan.
Die Dreharbeiten wurden im November 2020 begonnen und im Sommer 2021 beendet. Zu den Drehorten zählten die Strände an der Westküste von Auckland. Als Kameramann fungierte Matt Henley, der zuletzt mit James Ashcroft für den Thriller Coming Home in the Dark zusammenarbeitete.
Die Premiere des Films erfolgte am 27. Juli 2022 beim New Zealand International Film Festival. Ende November 2022 wurde Punch beim Tallinn Black Nights Film Festival gezeigt und im Januar 2023 beim Palm Springs International Film Festival.
Am 13. November 2023 wurde Punch auf digitalen Plattformen und auf DVD veröffentlicht.

## Rezeption

### Kritiken
Von den bei Rotten Tomatoes aufgeführten Kritiken sind 81 Prozent positiv.
Dieter Oßwald schreibt bei queer.de, Welby Ings biete mit seinem Spielfilmdebüt eine sensible Coming-of-Age-Geschichte mit einer glaubwürdigen Geschichten und ebenso plausiblen Figuren. Die homophoben Hinterwäldler wirkten dabei wie aus einem Horrorfilm. Nicht nur dramaturgisch und visuell wisse Punch zu überzeugen, schauspielerisch gelinge gleichfalls ein Coup. Jordan Oosterhof gebe als Tim Roths Filmsohn eine überzeugende Vorstellung. Der ganz große Applaus gebühre jedoch Conan Hayes, der mit seiner Attraktivität und Leinwandpräsenz an der jungen Keanu Reeves erinnere. Mit charismatischer Coolness gebe er den sensiblen Träumer, der wacker gegen alle Windmühlen ankämpft.

### Auszeichnungen
Glasgow Film Festival 2023
- Nominierung für den Publikumspreis[13]

Tallinn Black Nights Film Festival 2022
- Nominierung im First Feature Competition[1]